# コンドラチェヴォ
コンドラチェヴォ（ロシア語: Кондратьево）は、ロシア連邦レニングラード州ヴィボルグ地区に属する自治体である。

## 概要
コンドラチェヴォはもともとフィンランド・ヴィープリ州に属しており、1940年まではサッキヤルヴィ(フィンランド語: Säkkijärvi)と呼ばれていた。
冬戦争のモスクワ講和条約により一時サッキヤルヴィの大部分がソ連領となったが、続く継続戦争では開戦約2か月後にフィンランドが奪還している。しかし、ヴィボルグ-ペトロザヴォーツク攻勢を境に劣勢となったフィンランドはモスクワ休戦協定により事実上敗北し、サッキヤルヴィの9割がソ連への割譲を余儀なくされた。
ソ連に編入されたサッキヤルヴィは当初ウリヤノフカと命名されたが、1948年にソ連邦英雄であるピョートル・コンドラチェフ親衛大佐に因んだコンドラチェヴォと改名され、現在に至っている。
フィンランド民謡の一つであるサッキヤルヴェン・ポルッカ(サッキヤルヴィのポルカ)は、かつてソ連に奪われたサッキヤルヴィに対する想いを歌っており、フィンランド国民の多くに親しまれている。

## 名所

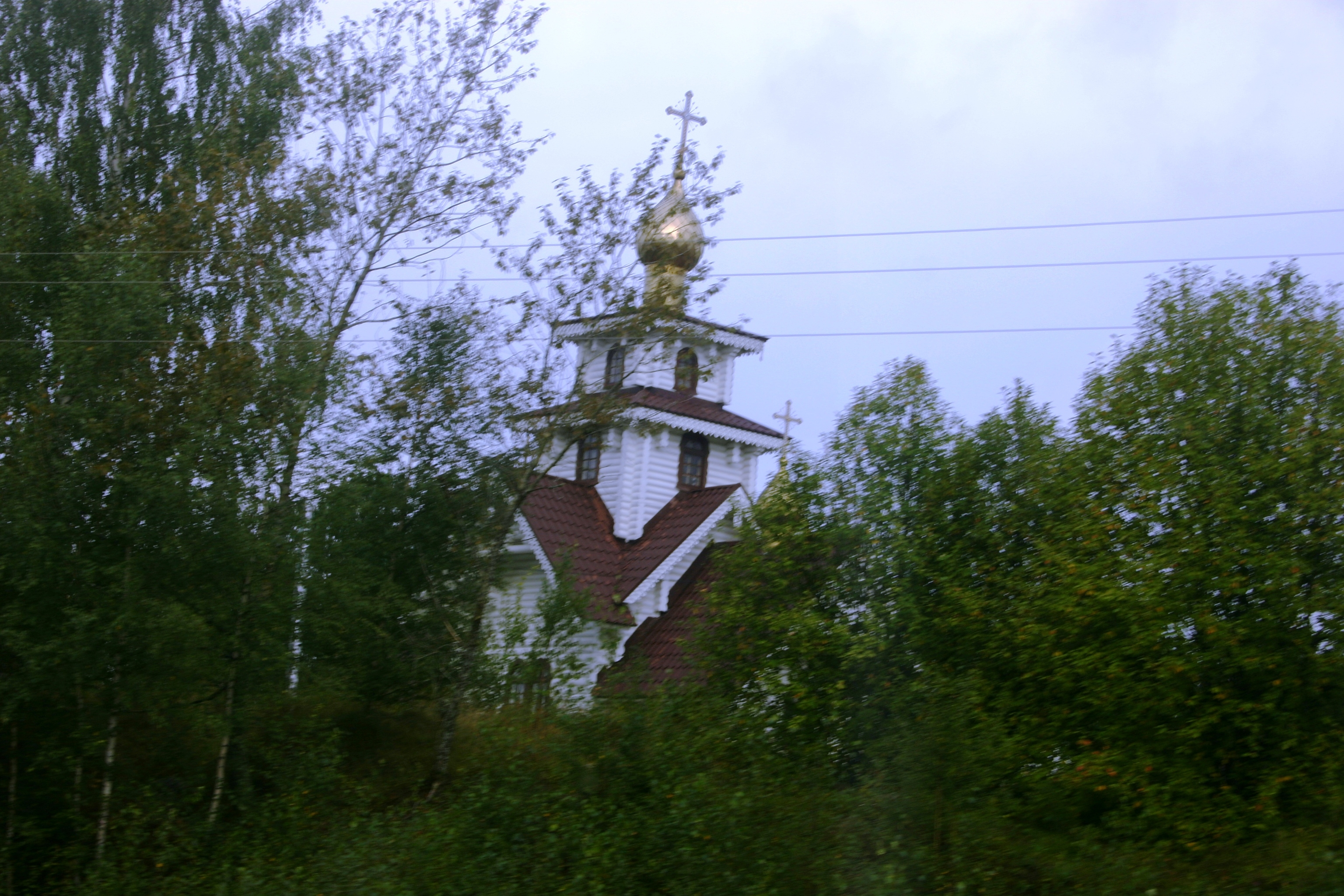
フィンランド国内で再建されたサッキヤルヴィ教会

サッキヤルヴィには1833年に建築された花崗岩製のルター派サッキヤルヴィ教会が街のシンボルとして建っていたが、冬戦争におけるソ連軍の空襲で焼失してしまった。戦後、ソ連により木造教会が再建されたが、1977年に旧教会跡は付属する墓地とともに取り壊された。現在では跡地にフィンランド語とロシア語で記された石碑が建てられており、往時の教会を偲んでいる。
旧教会の所有財産はほぼ失われたが、旧教会の教区は現在コトカとスオムッサルミが運用しており、鐘はヴオヒヤルヴィ教会が所有している。
なお、ソ連の支援を受けてフィンランド国内に新たなサッキヤルヴィ教会が建てられており、こちらは現在でも見ることができる。

## 著名な出身者
- エイノ・ライシ（フィンランド語版）:陸軍軍人。マンネルハイム十字章受章者第115号。
- トイヴォ・キルップ（フィンランド語版）:陸軍軍人。マンネルハイム十字章受章者第154号。
- スロ・コルッカ:陸軍軍人。シモ・ハユハと並ぶフィンランドのスナイパー。